# The Social Dilemma
The Social Dilemma és un documental estatunidenc dirigida per Jeff Orlowski i escrita per Orlowski, Davis Coombe i Vickie Curtis, sobre els efectes socials negatius de les xarxes socials

## Sinopsi
Aquest documental s'endinsa en els fonaments psicològics i les tècniques de manipulació de les empreses de les xarxes socials i de tecnologia, que addicten els usuaris. L'activitat en línia de les persones és observada, rastrejada i mesurada per aquestes empreses, que després utilitzen aquestes dades per construir models d'intel·ligència artificial que prediuen les accions dels seus usuaris.
El discurs narratiu d'aquest documental està construït a través d'entrevistes a experts del sector professional, i una dramatització (amb actors), on s'escenifica la problemàtica de les xarxes. Qüestions que són tractades pels experts.
Tristan Harris, ex especialista en l’ètica del disseny de Google i cofundador del Center for Humane Technology, explica que hi ha tres objectius principals de les empreses tecnològiques:
- L'objectiu de compromís: augmentar l'ús i assegurar-se que els usuaris continuen desplaçant-se.
- L'objectiu de creixement: garantir que els usuaris tornin i convidin amics que convidin encara més amics.
- L'objectiu de la publicitat: assegurar-se que, mentre es compleixen els dos objectius anteriors, les empreses també guanyen tants diners com sigui possible, a partir dels anuncis.

Harris resumeix això amb l'advertiment: Si no estàs pagant pel producte, ets el producte, parafrasejant les idees anteriors de Television Delivers People, Tom Johnson i Andrew Lewis.
Un altre entrevistat, Jonathan Haidt, psicòleg social de la NYU Stern School of Business, planteja les preocupacions de la salut mental en relació amb les xarxes socials. També discuteix sobre els perills de les notícies falses. Harris argumenta que es tracta d'un model de negoci de desinformació per a fins de lucre i que les empreses guanyen més diners en permetre que els missatges, no regulats, arribin a qualsevol persona al millor preu.
Orlowski utilitza un elenc d'actors per retratar les temàtiques del documental. La narració presenta una família de cinc membres, els quals retraten diferents perspectives en l'ús de les xarxes socials i la seva influència en la seva vida. El personatge principal, en Ben, és un adolescent que cau profundament en l'addicció a les xarxes socials sota la manipulació de les IA. La Cassandra és la germana d’en Ben. Ella representa als individus lliures de la manipulació de les xarxes socials i la tecnologia. La Isla, la filla més jove de la família, representa a les nenes adolescents que perden la seva identitat a causa de les xarxes socials.
En els crèdits finals del documental, els entrevistats proposen maneres en què l'audiència pot prendre mesures per combatre la problemàtica de les xarxes, com ara: 
- Desactivar les notificacions.
- No acceptar mai els vídeos recomanats a YouTube.
- Utilitzar motors de cerca que no conservin l'historial de cerca.
- Establir normes sobre l'ús del telèfon mòbil a les llars.

## Temàtica
El Dilema Social se centra en l'impacte social i cultural de l'ús de les xarxes socials en els usuaris habituals.
L'addicció tecnològica és un dels temes del documental. Tim Kendall, l'exdirector de Facebook, parlar de l'objectiu alarmant de les xarxes socials. Es vol actualitzar l'aplicació, constant, amb una major addictivitat per augmentar la participació.
Un altre entrevistat, Tristan Harris, exdissenyador de Google, compara el nivell d'addicció a una "màquina escurabutxaques de Las Vegas". Els usuaris "comproven els seus telèfons esperant a tenir una notificació, ja que és com si estiguessin tirant de la palanca d'una màquina escurabutxaques amb l'esperança de guanyar més popularitat dins la societat. A mesura que l'objectiu de les xarxes socials canvia i guanya més popularitat a la nostra societat, les xarxes socials, com Harris ho descriu, ja no es consideren una eina. Arxivat 2022-06-29 a Wayback Machine. A diferència de les eines utilitzades, exclusivament, quan la societat ho necessita, les plataformes de xarxes socials s'esforcen per gravitar els usuaris per a fer clic.
La informació i les notícies falses es difonen comunament a les xarxes socials, i els usuaris són incapaços de distingir entre notícies falses i reals. Qüestió preocupant.  Arxivat 2022-05-02 a Wayback Machine.
El Dilema Social també parla de com les xarxes socials poden causar depressió i donar ansietat als usuaris. Jonathan Haidt, psicòleg social i autor, destaca la influència de les xarxes socials com a causa de la depressió i l'ansietat, especialment en adolescents. El documental informa d'estadístiques sobre depressió, autolesions i suïcidis que han conduït a l'hospitalització. El nombre d'hospitalitzacions es va mantenir estable fins al voltant de 2011 i va augmentar un 62% en els adolescents més grans (de 15 a 19 anys) i un 189% en els adolescents més joves (de 10 a 14 anys) des de 2009 als Estats Units. El mateix patró es mostra en les taxes de suïcidi, que havien augmentat el 70% en els adolescents més grans i el 151% en els adolescents més joves en comparació amb el període 2001-2010. Segons l'entrevista de Haidt, les persones nascudes després de 1996 han crescut en una societat on l'ús de les xarxes socials és la norma.

## Inspiració
Jeff Orlowski, conegut per Chasing Coral and Chasing Ice, va començar la producció d'aquest documental l'any 2018 i el va concloure el 2019. Finalment, fou publicat l’any 2020, podent-hi incorporart materials de la COVID-19.
La inspiració d'aquest documental sorgeix de la curiositat que ha tingut el director sobre grans reptes sistèmics i socials. Jeff Orlowski va arribar a creure que invisiblement, uns dissenyadors de Silicon Valley estaven escrivint codi que donaria forma a les vides de milers de milions de persones al voltant del planeta."[7]

Orlowski, a la pàgina de preguntes freqüents de la pel·lícula, afirma:
Ens van atreure explicar les històries de les nostres glaceres canviants i els esculls de corall canviants perquè, eren senyals poderosos d'un enorme problema global al qual s'enfronta la humanitat: el canvi climàtic. Quan vam començar a parlar amb Tristan Harris i el Center for Humane Technology, vam veure un paral·lelisme directe entre l'amenaça que suposa la indústria de combustibles fòssils i l'amenaça que suposen les nostres plataformes tecnològiques. Harris anomena això "el canvi climàtic de la cultura", una força invisible que està donant forma a com el món obté la seva informació i entén la veritat. La nostra esperança sempre ha estat treballar en grans qüestions, i ara veiem el "dilema social" com un problema sota tots els nostres altres problemes.

## Repartiment
Càsting - Entrevistats
- Tristan Harris
- Tim Kendall
- Jaron Lanier
- Roger McNamee
- Aza Raskin
- Justin Rosenstein
- Shoshana Zuboff
- Jeff Seibert
- Anna Lembke
- Jonathan Haidt
- Sandy Parakilas
- Cathy O'Neil
- Randima Fernand
- Joe Toscano
- Bailey Richardson
- Rashida Richardson
- Guillaume Chaslot
- Renée Diresta
- Cynthia M. Wong
- Alex Roette
- Lynn Fox

Càsting - Actuacions
- Skyler Gisondo com a Ben
- Kara Hayward com a Cassandra
- Vincent Kartheiser com a IA
- Sophia Hammons com Isla
- Catalina Garayoa com a Rebecca
- Barbara Gehring com a mare
- Chris Grundy com a padrastre
- Vic Alejandro com a Policia
- Laura Obiols com a Vendetta
- Sergio Villarreal com a Luiz

Càsting - Veu narrativa
- Jenny Jue[5]

## Banda Sonora
El documental té una banda sonora original escrita per Mark Crawford. 33 cançons que acompanyen la narració durant una hora i mitja.
| NÚM | TÍTOL                        | DURADA |
| --- | ---------------------------- | ------ |
| 1   | Logos                        | 0:34   |
| 2   | A Totally Normal World       | 2:31   |
| 3   | Am I Really That Bad         | 0:49   |
| 4   | Server Room                  | 3:45   |
| 5   | A Call to Arms               | 2:00   |
| 6   | Manipulated                  | 2:28   |
| 7   | Magic Tricks                 | 1:49   |
| 8   | Hooked in the Classroom      | 1:09   |
| 9   | Growth Hacking               | 1:44   |
| 10  | Programmed at a Deeper Level | 1:29   |
| 11  | Addicted                     | 1:44   |
| 12  | Kitchen Safe                 | 0:53   |
| 13  | Family Dinner                | 0:57   |
| 14  | The Kids are Not Alright     | 0:34   |
| 15  | The Bet                      | 1:12   |
| 16  | Perceptions of Beauty        | 2:22   |
| 17  | Theremin Lullaby             | 1:30   |
| 18  | Time Offline                 | 0:53   |
| 19  | Hominid Brains               | 2:12   |
| 20  | The AI's Are Losing          | 0:39   |
| 21  | Machine Learning             | 1:33   |
| 22  | Late Night Snack             | 0:52   |
| 23  | Checkmate Humanity           | 1:49   |
| 24  | The Sliding Scale            | 2:51   |
| 25  | Exponential Hearsay          | 3:54   |
| 26  | Myanmar                      | 3:09   |
| 27  | Caught in the Crowd          | 4:37   |
| 28  | Rapid Degration of Society   | 3:16   |
| 29  | Senate Hearing               | 5:00   |
| 30  | Justin Drops the Mic         | 4:02   |
| 31  | Shut it Down                 | 3:09   |
| 32  | Welcome to the Drum Machine  | 2:02   |
| 33  | I Put a Spell on You         | 2:53   |

## Publicació
El Social Dilemma es va estrenar al Festival de Cinema de Sundance de 2020 el 26 de gener de 2020, i es va estrenar a tot el món a Netflix el 9 de setembre de 2020. El documental es va veure a 38,000,000 llars en els primers 28 dies de llançament. Ha guanyat dos premis de set nominacions als 73 Premis Emmy d'Arts Creatives de Primetime el 2021.
El documental té una durada aproximada de 94 minuts i només es pot accedir a través de Netflix. No obstant això, es pot accedir a una versió gratuïta de 40 minuts, sol·licitant-la a través de la pàgina oficial de The Social Dilemma.

## Recepció
Al lloc web d'agregador de ressenyes Rotten Tomatoes, la pel·lícula obtingué una qualificació d'aprovació del 86% basada en 485 ressenyes, amb una qualificació mitjana de 7,62/10. El consens dels crítics del lloc web digué que: "De visió clara i completa, The Social Dilemma presenta una anàlisi preocupant del nostre present minat de dades". A Metacritic, la pel·lícula obtingué una puntuació mitjana ponderada de 78 sobre 100, basada en nou crítics, que indicà "crítiques generalment favorables".
Mark Kennedy, d'ABC News, va dir a la pel·lícula "una mirada oberta a la manera com es dissenyen les xarxes socials per crear addicció i manipular el nostre comportament, explicat per algunes de les persones que supervisaven els sistemes en llocs com Facebook, Google i Twitter "i va dir que" [us farà] voler llançar immediatament el vostre telèfon intel·ligent a la paperera ... i després tirar la paperera per la finestra d'un executiu de Facebook ". Dennis Harvey de Variety va dir que la pel·lícula fa una bona feina d'explicar com "el que està en risc clarament és no només el benefici, o fins i tot els nens amb una socialització, però la confiança empàtica que uneix les societats, així com la solidesa de les institucions democràtiques [el qual ] estem aprenent que es pot minar massa eficaçment amb una dieta constant de memes que deformen la perspectiva". Segons David Ehrlich d'IndieWire, la pel·lícula és "l'anàlisi més lúcida, succinta i profundament terrorífica de les xarxes socials mai creades". Una revisió del Financial Times va dir que la pel·lícula "detalla detingudament els nivells de depressió disparats entre nens i adolescents; els terraplanistes i els supremacistes blancs ; el genocidi a Myanmar; la desinformació Covid; [i] la imperil·lació de la veritat objectiva i la desintegració social". El New York Times va dir que la pel·lícula presentava "desertors de consciència d'empreses com Facebook, Twitter i Instagram [que] expliquen que la perversitat de les plataformes de xarxes socials és una característica, no un error". Una revisió en el diari Los Angeles Times per Kevin Crust va afirmar que "si bé la majoria de les persones són conscients que estan sent extretes les seves dades, mentre que en aquests llocs, pocs comprenen la profunditat de la sonda... si creu que la compensació és només a canvi de beneficis dels anuncis publicitaris per a les vostres sabatilles esportives preferides, tindreu un gran xoc".